# برزة (31°31'33"ش 35"44'53"ش)، الأردن
برزة هي بلدة في محافظة عمان في شمال غرب الأردن.